# ۱۰ اکتبر
۱۰ اکتبر در تقویم میلادی، دویست و هشتاد و سومین (در سال‌های کبیسه دویست و هشتاد و چهارمین) روز سال است. ۸۲ روز تا پایان سال باقی است و تا انقلاب تابستانی زمان قابل توجهی وجود ندارد.

## رویدادها
- ۱۹۷۰ - کشور فیجی استقلال خود را از انگلستان اعلام کرد.
- ۱۹۷۱ - لاندن بریج از طرف آمریکایی‌ها خریداری، قطعات آن از هم گشوده و به لیک هاواسو سیتی منتقل و در آن جا بازگشایی شد.
- ۱۹۷۳ - با فاش شدن فرار مالیاتی اسپیرو اگنو معاون رئیس‌جمهور ایالات متحده آمریکا، او مجبور به استعفا از سمت خود شد.
- ۱۹۷۵ - کشور پاپوآ گینه نو به سازمان ملل متحد پیوست.
- ۱۹۸۰ - در اثر زلزله‌ای به بزرگی ۷٫۳ ریشتر در شهر شلف الجزایر ۳۵۰۰ کشته و بیش از ۳۰۰ هزار نفر بی‌خانمان شدند.
- ۱۹۸۵ - در اثر اعمال فشار از سوی جنگنده اف ۱۴ نیروی دریایی ایالات متحده بر هواپیمای مصری حامل هواپیما ربایان، هواپیما مجبور به فرود بر پایگاه هوایی سیگونلا ناتو در جزیره سیسیل شد و همگی هواپیما ربایان دستگیر شدند.
- ۱۹۸۶ - زلزله‌ای به بزرگی ۷٫۵ ریشتر در سان سالوادور پایتخت السالوادور قریب به ۱۵۰۰ نفر را به کام مرگ کشاند.
- ۱۹۹۷ - در اثر سانحه و انفجار هواپیمای مک دانل داگلاس دی سی ۹ خطوط هوایی آسترال آرژانتین نزدیکی‌های نوو برلین اروگوئه ۷۴ نفر جان باختند.
- ۱۹۹۸ - در اثر حمله شورشی‌ها در منطقه کیندو واقع در جمهوری دموکراتیک کنگو به هواپیمای بوئینگ ۷۲۷ خطوط هوایی کنگو همه ۴۱ سرنشین هواپیما از جمله ۳۸ مسافر و ۳ خدمه کشته شدند.
- ۲۰۰۳ - اتحادیه اروپا در این روز قطعنامه‌ای در جهت لغو مجازات اعدام صادر کرد.
- ۲۰۰۸ - در اثر حمله انتحاری به وسیله یک خودروی بمب گدازی شده در منطقه دور افتاده و صعب العبور اورکزی پاکستان ۱۱۰ نقر کشته و بیش از ۲۰۰ تن دیگر زخمی شدند.
- ۲۰۰۹ - با امضای پروتکولی بین ترکیه و ارمنستان در زوریخ سوئیس طرفین مرزهای خود را به روی یکدیگر بازگشایی کردند.
- ۲۰۱۰ - آنتیل هلند به کشور تبدیل شد.

## مناسبت‌ها
- روز درخت کاری در کشور لهستان
- روز ملی کشور تایوان
- روز ادبیات فنلاندی
- روز جهانی سلامت ذهنی
- روز جهانی مبارزه در راه لغو حکم اعدام.
- روز تأسیس حزب کارگران کره در کشور کره شمالی

## زادروزها
- ۱۸۶۶ – عدنان شبر غریفی فقیه جعفری، شاعر و نویسندهٔ عراقی.
- ۱۹۳۰– یوجینیو کستلوتی، رانندهٔ مسابقات اتومبیل‌رانی فرمول یک اهل ایتالیا (د. ۱۹۵۷)
- ۱۹۸۸ – می عمر، بازیگر مصری.[۱]